# Youth and Young Manhood
Youth and Young Manhood è l'album d'esordio dei Kings of Leon. È stato pubblicato nell'agosto 2003.

## Tracce
Tutte le canzoni scritte da Caleb Followill, Nathan Followill e Angelo Petraglia.
1. Red Morning Light – 2:59
2. Happy Alone – 3:59
3. Wasted Time – 2:45
4. Joe's Head – 3:21
5. Trani – 5:01
6. California Waiting – 3:29
7. Spiral Staircase – 2:54
8. Molly's Chambers – 2:15
9. Genius – 2:48
10. Dusty – 4:20
11. Holy Roller Novocaine – 4:01
12. Talihina Sky (bonus track) – 3:48